# Leñadores de Durango
Los Leñadores de Durango es un equipo de la Liga Nacional de Baloncesto Profesional con sede en Durango, Durango, México.

## Historia
Los Leñadores de Durango debutaron en la temporada 2002 en la LNBP, y regresaron para participar en dicho circuito a partir de la temporada 2018-2019.
Los Leñadores tienen su debut en 1979 en el Circuito Mexicano de Básquetbol, en donde lograron 4 títulos.

## Gimnasio
Los Leñadores de Durango juegan en el Auditorio del Pueblo con una capacidad para 3,500 aficionados.

## Jugadores

### Roster actual
Actualizado al 26 de octubre de 2021.
"Temporada 2021"
| Leñadores de Durango Roster 2021 |    |                                    |                                |
| C U E R P O T É C N I C O        |    |                                    |                                |
| Entrenador                       |    | Bandera de Argentina               | Luis Sebastián Sucarrat        |
| Asistente                        |    | Bandera de Argentina               | Manuel Urrutia                 |
| J U G A D O R E S                |    |                                    |                                |
| Alero                            | 1  | Bandera de México                  | Eder Herrera Alvarado          |
| Alero                            | 2  | Bandera de México                  | Otoniel Eduardo Zulueta Silva  |
| Escolta                          | 4  | Bandera de México                  | Josué Andriassi Quintana       |
| Pívot                            | 6  | Bandera de México                  | Édgar Garibay Padilla          |
| Base                             | 8  | Bandera de Estados Unidos          | Omar Nabil Krayem              |
| Base                             | 9  | Bandera de México                  | Luis Arahon Andriassi Quintana |
| Base                             | 10 | Bandera de Estados Unidos          | Kohl Meyer                     |
| Alero                            | 11 | Bandera de México                  | Eduardo José Girón Villareal   |
| Ala-pívot/Pívot                  | 13 | Bandera de Estados Unidos          | Deion Mcclenton                |
| Ala-pívot                        | 20 | Bandera de México                  | Raúl Fernando Olalde Vázquez   |
| Ala-pívot/Pívot                  | 22 | Bandera de la República Dominicana | Jonathan Araujo                |
| Alero                            | 23 | Bandera de Estados Unidos          | Germain Michael Jordan         |
| Escolta                          | 24 | Bandera de México                  | Omar de Haro Gutiérrez         |
| = Capitán                        |    |                                    |                                |
| = Lesionado                      |    |                                    |                                |

 =  Cuenta con nacionalidad mexicana. 